# 42. mechanizovaný prapor
42. mechanizovaný prapor je vojenský útvar Pozemních sil Armády České republiky v podřízenosti 4. brigády rychlého nasazení. Prapor je dislokován v Táboře.

## Historie
Historické kořeny 42. mechanizovaného praporu sahají do roku 1920, kdy na základě kyrysnického pluku (založeného roku 1682 v tehdejší habsburské monarchii) vznikl 8. jezdecký pluk, jenž v roce 1929 obdržel čestný název „Knížete Václava Svatého“. Za přímého předchůdce současného útvaru je považován 3. tankový prapor 1. československé tankové brigády (vznikla 1. srpna 1944), který se pod velením poručíka Richarda Tesaříka zúčastnil bitvy na Dukle či Ostravské operace. Po osvobození Československa byla jednotka několikrát reorganizována, načež byla v roce 1950 přejmenována na 18. tankový pluk a umístěna v Táboře. Počínaje 1. červencem 1994 působí tento útvar na stejném místě pod názvem 42. mechanizovaný prapor. Na základě rozkazu prezidenta republiky z 28. října 2000 užívá čestný název „Svatováclavský“.
V roce 2010 došlo k přezbrojení útvaru z pásových BVP-2 na kolová bojová vozidla pěchoty Pandur II.
Prapor se podílel na plnění zahraničních misí na Balkáně jako součást českého kontingentu IFOR v roce 1996 a SFOR v roce 1998 stejně jako misí v Kosovu v letech 2004 a 2007. V roce 2007 jednotky také spolu s 41. mechanizovaným praporem působily v misi MNF-I v Iráku, kde střežili základnu v Basře. V letech 2009 až 2018 byly jednotky 42. praporu nasazeny na několika rotacích v Afghánistánu. V rámci posílení obrany východního křídla NATO byly jednotky praporu součástí eFP v Lotyšsku na základně Adaždy v roce 2020 a po vypuknutí konfliktu na Ukrajině také druhé rotace od prosince  2022 do června 2023 v rámci nově zřízené jednotky MN BG Slovensko na základně Lešť.
Mimo zahraničních misí se prapor podílel v České republice na pomoci při povodních na Moravě v roce 1997 v Čechách v roce 2002 a na Liberecku v roce 2010.

## Úkoly a organizační struktura

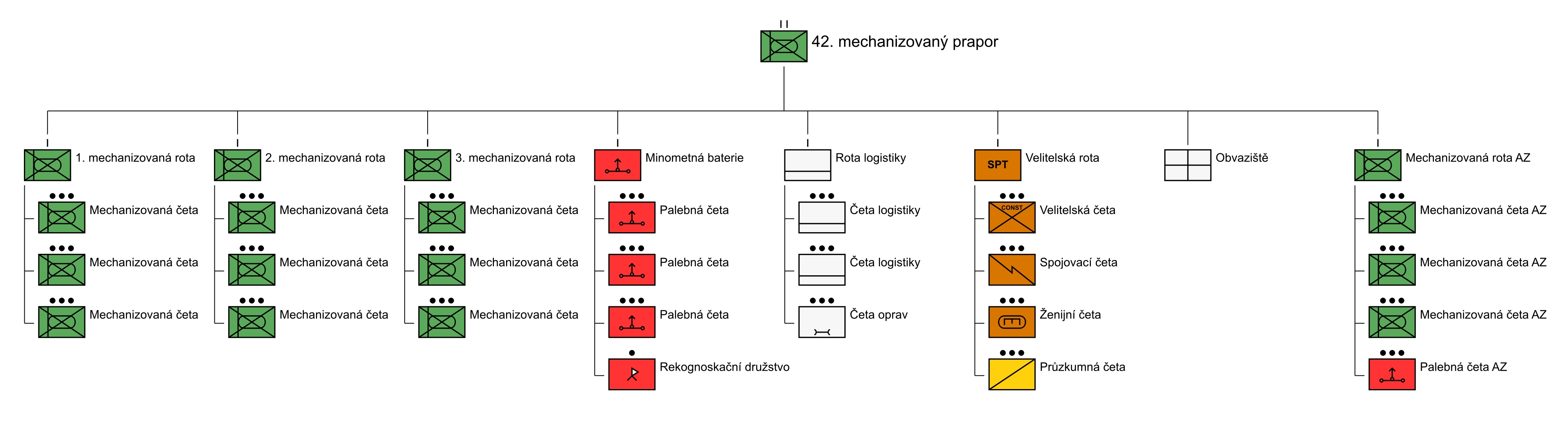
Organizace praporu

42. mechanizovaný prapor může plnit taktické úkoly v bojové sestavě brigády nebo samostatně. Jednotka je určena pro nasazení v bojových, mírových, humanitárních a dalších operacích na území České republiky i mimo něj. V minulosti byl prapor také schopen provádět vzdušné výsadky, jejichž nácviku se věnovala především 1. mechanizovaná rota. Primární palebnou a přepravní kapacitu mechanizovaných rot zajišťují kolová bojová vozidla pěchoty Pandur II. Organizačně se 42. mechanizovaný prapor dělí na štáb praporu, velitelskou rotu, tři mechanizované roty, minometnou baterii, rotu logistiky a obvaziště. K praporu je od roku 2017 přičleněna 4. mechanizovaná rota Aktivních záloh.